# Sonate pour piano no 4 de Mozart
 (avril 2025).
Si vous disposez d'ouvrages ou d'articles de référence ou si vous connaissez des sites web de qualité traitant du thème abordé ici, merci de compléter l'article en donnant les références utiles à sa vérifiabilité et en les liant à la section « Notes et références ».
Pour les articles homonymes, voir Sonate pour piano (homonymie).
La Sonate pour piano no 4 en mi bémol majeur, KV 282 (189g) de Wolfgang Amadeus Mozart est une sonate pour piano comportant trois mouvements. Elle a été composée pendant le voyage à Munich à l'occasion de la production de l'opéra La finta giardiniera entre la fin 1774 et mars de l'année suivante, alors que Mozart avait 18 ans, et est le quatrième d'un cycle de six sonates de difficulté croissante, entrepris pendant ce voyage.
Le manuscrit se trouve à la bibliothèque Jagellonne.

## Analyse
La sonate se compose de trois mouvements:
- Adagio, en mi bémol majeur, à , 36 mesures - partition
- Menuetto I-II, en si bémol majeur (Menuetto I), en mi bémol majeur (Menuetto II), à 
, 32 + 41 mesures - partition
- Allegro, en mi bémol majeur, à 
, 102 mesures - partition

La durée de l'interprétation est d'environ 12 minutes.

### Adagio
Le premier mouvement suit les règles de la forme sonate et commence avec une introduction de trois mesures. Après, au lieu de noires à la main gauche, apparaissent des double-croches. Suit, mesure huit une cadence à la dominante de sib majeur. Un rapprochement effectue alors, après une éventuelle répétition de l'introduction et de la réexposition, 16[Quoi ?] apparaissent dans la mise en œuvre dans l'horloge dans les cinq mesures portant des séquences transformées à partir des quinze premiers cycles. L'introduction est ignorée et le premier thème changé apparaît. Cependant, Mozart ici en grande cadence bémol, les caractéristiques dominantes. Le deuxième thème apparaît à la tonique. Une transition mène à la réexposition, jusqu'à la coda au motif emprunté à l'introduction.
Introduction de l'Adagio:

### Menuetto I-II
Le premier menuet comporte trois parties, qui traite le thème se produit dans la partie médiane dans la main gauche. Ce menuet est écrit dans la tonalité de la dominante si bémol majeur. Le deuxième menuet a un caractère minimum d'une forme sonate, où deux petits sujets similaires sont traités dans la partie médiane dans tonalité de mi bémol majeur. Son caractère populaire n'est pas sans rappeler clairement les danses traditionnelles autrichiennes.
Première reprise du Menuetto I
Première reprise du Menuetto II

### Allegro
Le troisième mouvement à nouveau en mi bémol majeur et de forme sonate, ne comporte qu'un seul thème au caractère Allegro bien rythmé.
Introduction de l'Allegro: